# 御用火事
御用火事（ごようかじ）は、1872年（明治5年）に建設途上の札幌で起きた、都市計画上の都合による意図的な火災。
開拓使の判官岩村通俊が率先して家々に火をつけて回っており、後にその部下となる江崎正忠は著書『岩村通俊男の片鱗』にて、岩村の執った非凡な施策の代表例として、薄野の「御用遊郭」と並びこの御用火事を挙げている。

## 背景
1871年（明治4年）、開拓判官に就任した岩村通俊は札幌建設を推進するため、永住希望の妻帯者を対象に家作料（自宅の建築費）として、当時としては大金である100圓の貸付を行った。申請件数は半年間で250にのぼった。
ところが家屋の建築数はいっこうに増えなかった。「妻帯者限定」という条件をかいくぐるため、2圓ほどの手間賃で人妻を借りて夫婦を装った独身男性までもが申請者に混じっていたのである。また本来であれば、100圓は工事の進捗状況を確認しながら数回に分けて貸し出されるはずだったが、工程中の検査はほとんど行われなかった。完工検査は実施されていたが、申請時の偽装人妻を同じ人物が何度も演じていたのと同様に、家屋を検査対象地に移築して使いまわすという手法が横行した。
こうして開拓使から大金をせしめた男たちは、従前同様に草葺屋根の簡素な小屋で生活していたが、そうした家は燃えやすいため、とりわけ乾燥する春になると深刻な火災を起こしかねなかった。

## 実行
1872年（明治5年）5月2日、業を煮やした岩村通俊は札幌本庁の役人を招集して「民が命令を聞かないのは開拓使の建物自体に草小屋があるからだ。よって明日は官の草小屋を焼き払って模範を示す」と宣言。翌5月3日にはその言葉通り、馬に乗った岩村は役人たちや資生館の生徒たちを引き連れ、開拓使の儲材所（木材貯蔵所）に火をつけた。なおこのとき岩村は延焼を防ぐため、前年に「中川組」969人の工人を率いて札幌入りしていた大工の頭・二代目中川源左衛門に命じて消防組を結成させており、この「中川組」が札幌区消防組の基礎となった。
火は東風にあおられ、西の原野に燃え移った。開拓使の正式記録にこの顛末は収められていないが、岩村自身の著書『貫堂存稿』によれば、焼失した民家はひとつもなかったという。しかし消防組の中川源左衛門は「札幌中の草小屋をことごとく焼き捨て」たとしている。また岩村は「人これを御用火事と称す」と『貫堂存稿』に記しているが、中山久蔵の目撃談では岩村は自ら「御用火事」と書かれた旗を立てていたことになっている。
実際にどれだけの民家が焼き払われたのかは不明であるが、そのやり方は徹底的で、放火を免れた草葺の家はわずか3戸だったという。以下にその数少ない例外を挙げる。
吉田茂八宅
茂八は豊平川の渡し守で、札幌初の和人の住人といわれる人物である。
当時は開拓使の命を受けて創成川開削の任に就いていたため、放火の対象にはならなかった。
薄野の貸座敷「長盛楼」
御用火事の当日になって開拓使から木材を譲り受け、大急ぎで壁と屋根を覆うことで木造建築に見せかけて、難を逃れた。
開拓使が異例の寛容さを示した理由は、「遊び場をひとつくらい残さなければ」という暗黙の了解があったためと言われている。
東本願寺の御堂
もともと茅葺の多い越後の寺から、改築にあたって解体された御堂を譲り受け、札幌で組み立て直したもので、御用火事の半年前に落成した。
「焼くのは畏れ多い」という理由で、火は放たれなかった。